# アニメ「ポケットモンスターXY&Z」キャラソンプロジェクト集
『アニメ「ポケットモンスターXY&Z」キャラソンプロジェクト集』（アニメ ポケットモンスターエックスワイアンドゼット キャラソンプロジェクトしゅう）は、2016年に発売されたテレビアニメ『ポケットモンスター XY&Z』のキャラクターソングアルバムである。発売元はSME Records。

## 概要
テレビアニメ『ポケットモンスター XY』が『ポケットモンスター XY&Z』（以下『XY&Z』）として新シリーズを開始するにあたり、「ゲッタバンバン」で人気を集めた佐香智久がキャラソン総合プロデューサーを務めることが発表となった。第1弾の「XY&Z」を始め、テレビアニメ『XY&Z』の主題歌として順次制作された。
第1弾として発表された「XY&Z」はテレビアニメ『XY&Z』のオープニングテーマ。サトシ役である松本梨香がオープニングを担当するのは「やじるしになって! 2013」以来、サトシとしてオープニングテーマを担当するのは『ハイタッチ!2009』（ヒカリ（豊口めぐみ）とのデュエットソング）以来で、サトシ単独では「スパート!」以来となる。iTunesアニメランキングでは第1位を記録した。2017年1月9日に放送された『はじめてのおつかい』（日本テレビ系列）でも挿入歌として使用された。
第6弾「ピカチュウのうた」は、史上初となる全編がピカチュウの言葉で歌われた楽曲であり、その歌詞に多くの関心を集めた。LINEミュージックランキング第1位、iTunesアニメランキング第1位、iTunes総合ランキング第4位、Bilboard JAPAN "HOT ANIMATION"第1位などのランキングを獲得。2016年8月15日付のBillboard JAPAN Hot 100では初登場4位を記録した。

## vol.1
2016年1月20日に発売。通常版（SECL-1832）、完全生産限定盤（SECL-1830/1831）の2種類でリリース。
CD
1. XY&Z
歌：サトシ（松本梨香）
作詞・作曲：佐香智久、編曲：佐香智久、saku
キャラクターソング第1弾。『XY&Z』オープニングテーマ。
2. プニちゃんのうた
歌：ユリーカ（伊瀬茉莉也）
作詞：佐香智久、作曲：馬渕直純、長田直也、編曲：中西ゆういちろう
キャラクターソング第2弾。『XY&Z』エンディングテーマ。
3. ロケット団 団歌
歌：ロケット団［ムサシ（林原めぐみ）・コジロウ（三木眞一郎）・ニャース（犬山イヌコ）］
作詞：ロケット団、作曲：たなかひろかず、編曲：渡部チェル
キャラクターソング第3弾。『XY&Z』エンディングテーマ。
4. XY&Z〜Off Vocal〜

DVD（完全生産限定盤のみ）
1. TVアニメ「ポケットモンスター XY&Z」ノンクレジットオープニング映像
2. TVアニメ「ポケットモンスター XY&Z」ノンクレジットエンディング映像

封入特典（完全生産限定盤のみ）
ポケモントレッタ「サトシゲッコウガ」

## vol.2 -総集編-
2016年10月26日に発売。前作から約9ヶ月振りと短いブランクで発売された。通常版、初回生産限定盤A、初回生産限定盤Bの3形態でリリース。第1弾に収録された曲も収録されている。
CD
- 収録曲は特記なき場合『XY&Z』エンディングテーマ。

1. XY&Z
歌：サトシ（松本梨香）
作詞・作曲：佐香智久、編曲：佐香智久、Saku
キャラクターソング第1弾。『XY&Z』オープニングテーマ。
2. プニちゃんのうた
歌：ユリーカ（伊瀬茉莉也）
作詞：佐香智久、作曲：馬渕直純、長田直也、編曲：中西ゆういちろう
キャラクターソング第2弾。
3. ロケット団 団歌
歌：ロケット団［ムサシ（林原めぐみ）・コジロウ（三木眞一郎）・ニャース（犬山イヌコ）］
作詞：ロケット団、作曲：たなかひろかず、編曲：渡部チェル
キャラクターソング第3弾。
4. ドリドリ
歌：セレナ（牧口真幸）
作詞：中川翔子、岩里祐穂、作曲：鈴木健太朗、編曲：Saku
キャラクターソング第4弾。中川翔子の同名の曲のカバー。
5. キラキラ
歌：シトロン（梶裕貴）
作詞・作曲：佐香智久、編曲：湯浅篤
キャラクターソング第5弾。佐香智久の同名の曲のカバー。
6. ピカチュウのうた
歌：ピカチュウ（大谷育江）
作詞・作曲：佐香智久、編曲：Saku
キャラクターソング第6弾。
7. ニャースのバラード
歌：ニャース（犬山イヌコ）
作詞：戸田昭吾、作曲・編曲：たなかひろかず
キャラクターソング第7弾。
8. XY&Z –movie ver.-
歌：サトシ（松本梨香）
作詞・作曲：佐香智久、編曲：佐香智久、Saku
キャラクターソング スペシャル版。『ポケモン・ザ・ムービーXY&Z ボルケニオンと機巧のマギアナ』オープニングテーマ。

DVD（初回限定生産盤Aのみ）
キャラソンプロジェクト スペシャルトーク映像（出演：佐香智久、松本梨香、矢嶋哲生）
DVD（初回限定生産盤Bのみ）
ノンクレジットOP・ED映像
「XY&Z –movie ver.-」promotion video
封入特典
初回生産限定盤共通
OP・ED絵コンテブックレット
初回限定生産盤A
ポケモンカードゲームオリジナルキラカード「チルタリス」
色違いのチルタリスとともに佐香智久が描かれている。
初回生産限定盤B
ポケモンカードゲームオリジナルキラカード「サトシゲッコウガEX」（サトシのロゴ入り）